# David Hemmings
David Leslie Edward Hemmings (Guildford, 18 de novembro de 1941 - Bucareste, 3 de dezembro de 2003) foi um ator e diretor inglês, conhecido internacionalmente por seu papel de fotógrafo no filme Blow-Up, de Michelangelo Antonioni, vencedor do Grand Prix do Festival de Cannes de 1966.
Um dos mais emblemáticos atores britânicos da década de 1960, Hemmings começou a vida artística ainda adolescente, primeiro cantando com sua voz de soprano no English Opera Group e depois em boates, até se dedicar aos palcos e ao cinema.

## Cinema
Depois de participar de alguns filmes de música pop e de episódios da séries de televisão britânicas no começo dos anos 1960, quando o rock, a moda e a contracultura começavam a agitar a Grã-Bretanha e a Europa e tornariam a Swinging London o centro mundial de atenção da cultura pop, Hemming viu sua grande chance aparecer quando atuava numa peça num pequeno teatro londrino e foi descoberto por Michelangelo Antonioni, sendo convidado pelo diretor italiano para viver o fotógrafo Thomas no seu emblemático Blow Up, que queria um ator jovem e novato para o papel, concorrendo contra atores mais conhecidos e estabelecidos como Terence Stamp. O filme e seu sucesso de crítica e público o tornou uma estrela internacional de cinema e um dos atores mais solicitados do 'novo cinema britânico'. Seguiram-se a ele Camelot, um musical ambientado na corte do Rei Arthur, com Richard Harris e sua colega de Blow Up Vanessa Redgrave, e o filme cult de ficção científica Barbarella, com Jane Fonda.
Nos anos 1970 e 1980, a par de seu trabalho como ator, Hemmings também passou a dirigir para o cinema e para a televisão, incluindo séries como Magnum, com Tom Selleck, e deu vazão a seu talento como cantor, estrelando nos palcos um musical de Andrew Lloyd Webber, gravando discos e participando de filmes para a televisão. Em seus últimos nos, ele voltou ao cinema como ator, com pequenos papéis em filmes expressivos como Gladiador, com Russel Crowe e Gangues de Nova York com Leonardo DiCaprio, onde apesar da pequena participação trabalhou com prazer.
Hemmings morreu de ataque cardíaco em 2003, aos 62 anos, quando participava de um filme em Bucareste, na Romênia.
- The Rainbow Jacket (1954)
- The Heart Within (1957)
- Five Clues to Fortune (1957)
- Saint Joan (1957)
- Men of Tomorrow (1959)
- No Trees in the Street (1959)
- In the Wake of a Stranger (1959)
- Sink the Bismarck! (1960)
- The Wind of Change (1961)
- Play It Cool (1962)
- The Painted Smile (1962)
- Some People (1962)
- Live It Up! (1963)
- Two Left Feet (1963)
- West 11 (1964)
- The System (1964)
- Be My Guest (1965)
- Blowup (1966)
- Eye of the Devil (1966)
- Camelot (1967)
- The Charge of the Light Brigade (1968)
- The Long Day's Dying (1968)
- Barbarella (1968)
- Only When I Larf (1968)
- Alfred The Great (1969)
- The Best House in London (1969)
- Simon, Simon (1970)
- The Walking Stick (1970)
- Fragment of Fear (1970)
- Unman, Wittering and Zigo (1971)
- The Love Machine (1971)
- Voices (1973)
- The 14 (1973; director)
- Lola (1974)
- Juggernaut (1974)
- Deep Red (1975)
- The Old Curiosity Shop (1975)
- Squadra antitruffa (1977)
- Islands in the Stream (1977)
- Crossed Swords (UK title:  The Prince and the Pauper) (1977)
- La via della droga (1977)
- The Disappearance (1977)
- The Squeeze (1977)
- Blood Relatives (1978)
- Power Play (1978)
- Just a Gigolo (1978)
- Murder by Decree (1979)
- Thirst (1979)
- Charlie Muffin (US title: A Deadly Game) (1979)
- Beyond Reasonable Doubt (1980)
- Dr. Jekyll & Mr. Hyde (1980)
- Harlequin (1980)
- Prisoners (1981)
- Swan Lake (1981)
- Man, Woman and Child (1983)
- Airwolf (1984) (television film and two subsequent episodes)
- The Rainbow (1989)
- Northern Exposure (1992)
- Kung Fu: The Legend Continues (1996)
- Gladiador (2000)
- Last Orders (2000)
- Mean Machine (2001)
- Spy Game (2001)
- Waking the Dead: 'Deathwatch' (2002) (television episode in 2 parts)
- Equilibrium (2002)
- Gangs of New York (2002)
- Slap Shot 2: Breaking the Ice (2002) (direct-to-video)
- The League of Extraordinary Gentlemen (2003)
- Blessed (2004)
- Romantik (2007)